# Judith Hildebrandt

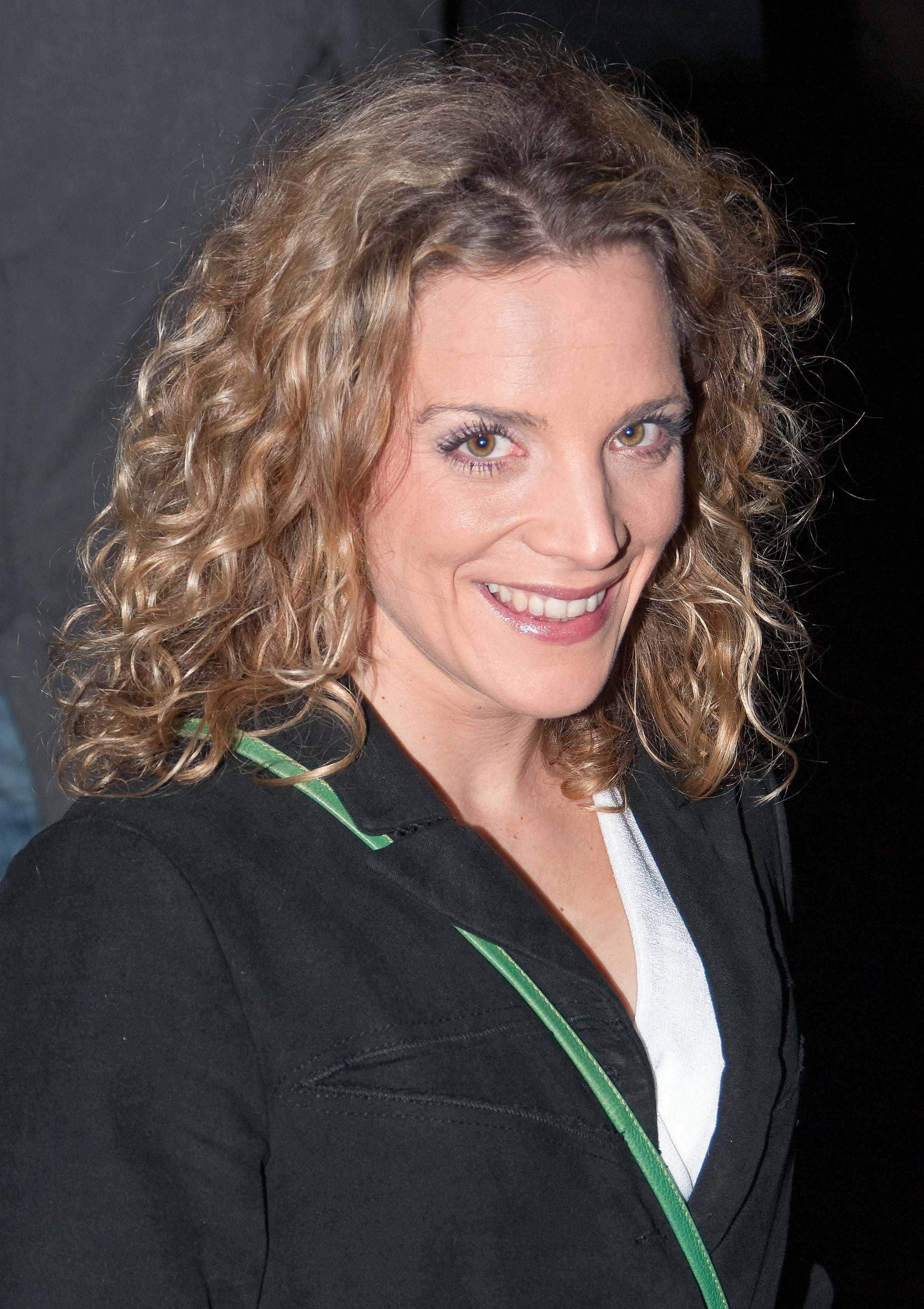
Judith Hildebrandt auf der Berlinale 2009

Judith Hildebrandt (* 27. April 1977 in München) ist eine deutsche Schauspielerin, Sängerin und Moderatorin.

## Künstlerische Laufbahn
Mit neun Jahren bewarb sich Hildebrandt für ihr erstes Casting und setzte sich für die ZDF-Produktion Teddys Weihnachtsträume durch. 1994 sang sie ihre erste Hauptrolle in dem Musical SCHOOL nach dem Experiment und Buch Die Welle.
Bekannt wurde Hildebrandt im Alter von 16 Jahren, als sie die Fernsehgameshow Die Hugo Show von 1994 bis 1996 auf Kabel 1 moderierte. Danach folgte ein Engagement für drei Jahre bei der ARD-Vorabendserie Marienhof. Ihre erste Single We gonna stay together gelangte auf Platz 13 der deutschen Charts. Ihre beiden Alben heißen Judith und Thank You. Außerdem ist sie auf dem Soundtrack des Disneyfilms Atlantis vertreten.
Anschließend spielte sie in der Uraufführung des Musicals Vom Geist der Weihnacht, nach Charles Dickens Weihnachtsgeschichte, in Oberhausen den Weihnachtsengel. 2003 war sie ein weiteres Mal in derselben Hauptrolle von November bis Januar auf der Bühne in München zu sehen. Es folgten Rollen bei Hinter Gittern – Der Frauenknast sowie bei der Telenovela Sturm der Liebe, in der sie vom 26. September 2005 bis zum 7. Januar 2008 die Rolle der Tanja Liebertz spielte. Nach der Babypause spielte sie wieder in der Telenovela. Unter dem Namen „Judith Hildebrandt alias Tanja Liebertz“ veröffentlichte sie das volkstümliche Lied Alpenglühn aus der Serie Sturm der Liebe. Sie ist die aktuelle Stimme des LBS-Werbejingle.
Hildebrandt nahm den Song Open Your Heart für Conny Conrads Album Generations 2 auf. Des Weiteren wurde die Verfilmung mit Hildebrandt Wenn Träume fliegen von Utta Danella im Ersten ausgestrahlt.
Zu Beginn ihrer Schwangerschaft spielte sie noch die Lachmarie in Shakespeares Was Ihr Wollt bei den Sommerfestspielen in Laufen und brachte dann im Jahr 2008 einen Sohn zur Welt.
Am 3. Juni 2011 veröffentlichte Hildebrandt ihr drittes Studioalbum Ganz nah. Es ist ihr erstes Album mit deutschsprachigen Texten.
Im August 2012 verließ sie nach fast sieben Jahren die Serie Sturm der Liebe endgültig. Danach litt sie an einer arteriellen Thrombose.
Seit 2013 lebt Hildebrandt in der Schweiz. 2014 veröffentlichte sie zusammen mit Nikolas eine Cover-Version von Udo Jürgens’ Lied Liebe ohne Leiden. Vom 12. August bis zum 23. August 2015 war sie Teilnehmerin bei Promi Big Brother und belegte dort den 10. Platz.
Seit 2020 spielt sie zusammen mit Oliver Clemens in der musikalischen Komödie "Avanti! Avanti!" bei den Theatergastspielen Fürth.

## Diskografie
Alben
- 1999: Judith
- 2003: Thank you
- 2011: Ganz nah

Musicalalben
- 2002: Vom Geist der Weihnacht

Singles
- 1996: Show Me The Way – Hugo featuring Judith
- 1999: We Gonna Stay Together
- 1999: If Paradise Is Half As Nice
- 1999: I Can Still Believe
- 2001: Show You Heaven
- 2007: Alpenglühn
- 2011: Ich hab Lust mit dir zu spielen
- 2014: Liebe ohne Leiden – Judith Hildebrandt & Nikolas

Weitere Veröffentlichungen
- 2001: Here I Am (Stars Inspired By Atlantis; Soundtrack zu Atlantis – Das Geheimnis der verlorenen Stadt)
- 2008: Open Your Heart - Conny Conrad & Judith Hildebrandt (Generations 2)
- 2013: Liefde Houdt Ons Bij Elkaar – Jo Vally Duet Met Judith Hildebrandt (Jo Vally Zingt Country)

## Filmografie
- 1986: Teddys Weihnachtsträume
- 1997–2000, 2001: Marienhof (Fernsehserie, 678 Folgen als Christina „Tinka“ Kuczinski)
- 1999: SOKO München (Fernsehserie, 1 Folge)
- 2001: Küstenwache (Fernsehserie, 1 Folge)
- 2004–2005: Hinter Gittern – Der Frauenknast (Fernsehserie, 37 Folgen als Kim Krause, Staffel 13–15)
- 2005–2008, 2009–2012: Sturm der Liebe (Fernsehserie, 1.171 Folgen als Tanja Liebertz)
- 2006: Bloch: Die Wut (Fernsehreihe)
- 2008: Utta Danella – Wenn Träume fliegen
- 2008: Little Paris
- 2010: Geschichten aus den Bergen – Traum meines Lebens (Fernsehreihe)
- 2012: Sams im Glück
- 2019: Der Fichtelgebirgskrimi – Siebenstern (Fernsehreihe)
- 2022: Schlechte Helden

## Fernsehshows (Gast)
- 2007: Pilawas großes Märchenquiz
- 2007: Starquiz mit Jörg Pilawa
- 2007: Frank Elstners Tierquiz
- 2007: NDR Talk Show
- 2009: Die ultimative Chart Show – Die Lieblingshits der Männer
- 2011: Dalli Dalli
- 2011: ZDF-Fernsehgarten
- 2012: Die Pyramide
- 2015: Promi Big Brother

## Moderationen
- 1994–1996: Moderation der interaktiven Gameshow Die Hugo Show auf Kabel 1
- 1998: MTV-Select (London) beim Musiksender MTV
- 1999: Bravo TV Extra bei RTL II
- 1999: Moderation und Gesang Die Goldene Europa u. a. mit Sasha, Simply Red, Joe Cocker bei der ARD
- 1999: VIVA Interaktiv beim Musiksender VIVA
- 1999: Moderation Bravo Millennium-Special, bei RTL II
- 2000: Bravo TV bei RTL II
- 2003–2005: diverse Modenschauen in Berlin (u. a. für Mane Lange, Peter Chevalier, Christine Klein)
- 2010: Sturm der Liebe – 1000 Jubiläumsschow (mit Sepp Schauer)